# Beata Poźniak
Beata Poźniaková Danielsová, nepřechýleně Poźniak Daniels (* 30. dubna 1960 Gdaňsk) je polsko-americká herečka, režisérka, spisovatelka a malířka. V dětství žila v Anglii, kde také chodila do školy. Vystudovala Filmovou hereckou fakultu v Lodži a od roku 1985 žije v USA.

## Filmové a televizní role
Pro americké publikum ji objevil režisér Oliver Stone, který ji obsadil do role Mariny Oswaldové do filmu nominovaném na Oscara JFK (1991). Tato role byla její první v americkém celovečerním filmu a vedla k dalším rolím ve 30 filmech a televizních projektech.
Ve sci-fi seriálu Babylon 5 vytvořeném J. Michaelem Straczynskim hrála Susannu Luchenko, první prezidentku Pozemské aliance. Ztvárnila mladou zapálenou revolucionářku v seriálu George Lucase Mladý Indiana Jones, který se natáčel v Praze. Hrála též vědeckou pracovnici Ludmillu v seriálu Temné nebe nebo Evu v seriálu Pensacola - Zlatá křídla.
Jejími dalšími role byly v seriálu JAG, v seriálu Melrose Place vytvořila neobvyklou roli Dr. Katyi Fieldingové, heterosexuální ženy a matky, která se rozhodne provdat za homosexuálního muže. Tato role udělala z Poźniakové jednu z nejpopularnějších hereček tohoto seriálu.[zdroj⁠?!] Dále hrála např. Mashu v sitcomu Jsem do tebe blázen, Raisu v seriálu Kancelářská krysa a Tambor, japonskou vychovatelku v minisérii Olivera Stona Divoké palmy. Ve filmovém dramatu Miriam z druhé světové války vytvořila postavu katoličky, která se obětuje, aby zachránila před nacisty dívku z židovské rodiny.

## Filmová kariéra
- 2013 "Lidé Na Mostě"
- 2010	"Důstojník Manželka"
- 2010	"Ojciec Mateusz"
- 2009	"Na Profily odvahy"
- 2007	"Zlotopolscy"
- 2006	"Miriam"
- 2006	"Cyxork 7"
- 2004	"Svoboda ze zoufalství"
- 2002	"Carey Přehlídka Kreslil"
- 2002	"Philly"
- 2002	"Mnemosyne"
- 2001	"Rodinné Právo"
- 2001	"Smíšené Signály"
- 1999	"Enemy Akce"
- 1999	"Klasa na obcasach"
- 1998	"Den žen: Výroba Návrhu Zákona"
- 1997	"Pensacola: Zlatá křídla"
- 1997	"Babylon 5"
- 1997	"Tmavý Nebe"
- 1997	"JAG (seriál)"
- 1995	""Válka a Láska" aka "Slzy Nebeští"
- 1995	"A matek dárek"
- 1994	"Psychický Detektivní"
- 1993	"Melrose Place"
- 1993	"Divoký Dlaně"
- 1993	"The Young Indiana Jones Chronicles”
- 1993	"Jsem do tebe blázen"
- 1993	"Ramona"
- 1992	"V Noci Svítí Slunce"
- 1991	"Ferdydurke"
- 1991	"JFK"
- 1989	"Stan wewnetrzny"
- 1989	"Bílý ve špatném světle"
- 1987	"Vie en images"
- 1986	"Kronika Milostných Nehod"
- 1985	"Vesnička V Uprostřed Ničeho"
- 1985	"Rozrywka po staropolsku"
- 1984	"Zemřel Isem žít"
- 1984	"Deszcz"
- 1983	"Krolowa Sniegu"
- 1983	"šťastný Hrana" aka "Szczesliwy Brzeg"
- 1982	"Klamczucha"
- 1981	"Muž železo"
- 1981	"Zycie Kamila Kuranta"
- 1979	"Plechový bubínek"

## Mluvené Knihy
- 2014 "Císařovna z Noci: Román Kateřiny Veliké" publikováno Random House
- 2013 "Zimní Palác: Román Kateřiny Veliké" publikováno Random House